# Eimer Ní Mhaoldomhnaigh
Eimer Ní Mhaoldomhnaigh é uma figurinista irlandês. Dentre seus principais trabalhos estão Michael Collins, The Wind That Shakes the Barley e Ondine. Desde 2003, coleciona seis indicações ao Irish Film & Television Academy.

## Filmografia
- About Adam (2000)
- Mad About Mambo (2000)
- In America (2002)
- The Wind That Shakes the Barley (2006)
- Becoming Jane (2007)
- Strength and Honour (2007)
- Brideshead Revisited (2008)
- Ondine (2009)
- Leap Year (2010)
- The Guard (2011)
- Neverland (2011)
- Calvary (2014)
- Jimmy's Hall (2014)
- Love & Friendship (2016)